# Merja Zerka
Merja Zerga eller Lagune de Moulay Bou Selham er en tidevandslagune på Marokkos Atlanterhavskyst , 70 km nord for byen Kenitra. Den blev klassificeret som et permanent biologisk reservat i 1978. Den forvaltes af flere regeringsorganer.
Lagunen, der dækker 4.500 ha, modtager vand fra Oued Drader og fra det lokale grundvand. Dens gennemsnitlige dybde er 1,5 meter. Områdets årlige nedbør (600–700 mm) resulterer i vinterfloder, der oversvømmer de omkringliggende områder.
Lagunen og dens omgivelser, i alt 7.300 hektar har siden 1980 været et Ramsar-område, er vært for 100 fuglearter og er blevet identificeret som et vigtigt overvintringssted på den østatlantiske trækrute (East Atlantic Flyway) Mellem 15.000 og 30.000 ænder overvintrer ved lagunen, og den rummer regelmæssigt 50.000 til 100.000 vadefugle. Dens permanente arter inkluderer Asio capensis . Vinterbesøgende inkluderer rustand, gravand, knarand, pibeand, skeand, marmorand, stor flamingo, blishøne, klyder, strandhjejle og tyndnæbbet Spove.